# Diócesis de Coutances
La diócesis de Coutances (en latín: Dioecesis Constantiensis y en francés: Diocèse de Coutances et Avranches) es una circunscripción eclesiástica de la Iglesia católica en Francia. Se trata de una diócesis latina, sufragánea de la arquidiócesis de Ruan. Desde el 5 de agosto de 2023 su obispo es Grégoire Cador. Desde el 12 de julio de 1854 los obispos llevan el título de Avranches (en latín: Abrincensis).

## Territorio y organización

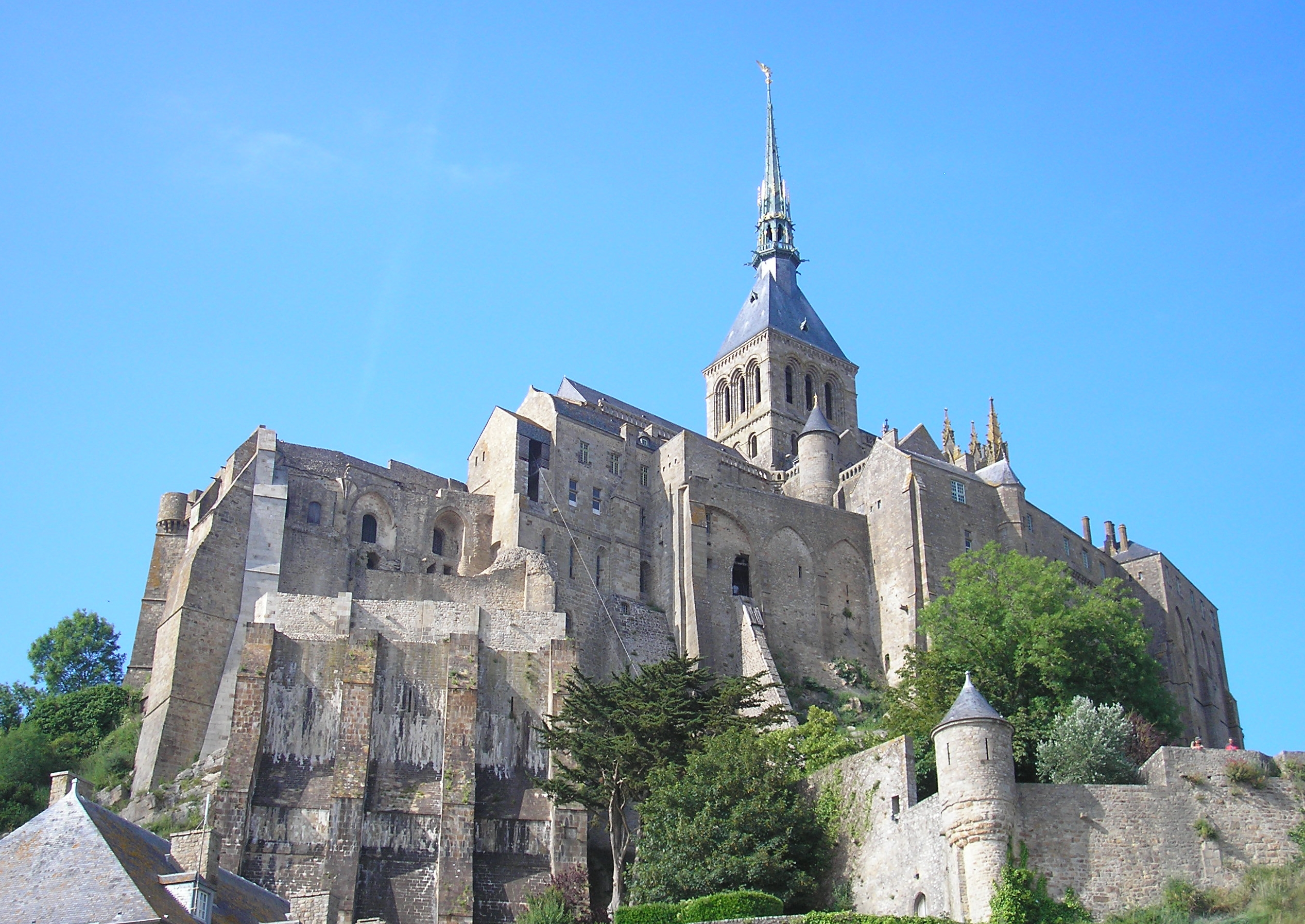
Abadía del Monte Saint-Michel, hasta 1801 fue parte de la diócesis de Avranches

La diócesis tiene 5938 km² y extiende su jurisdicción sobre los fieles católicos de rito latino residentes en el departamento de Mancha en la región de Normandía.

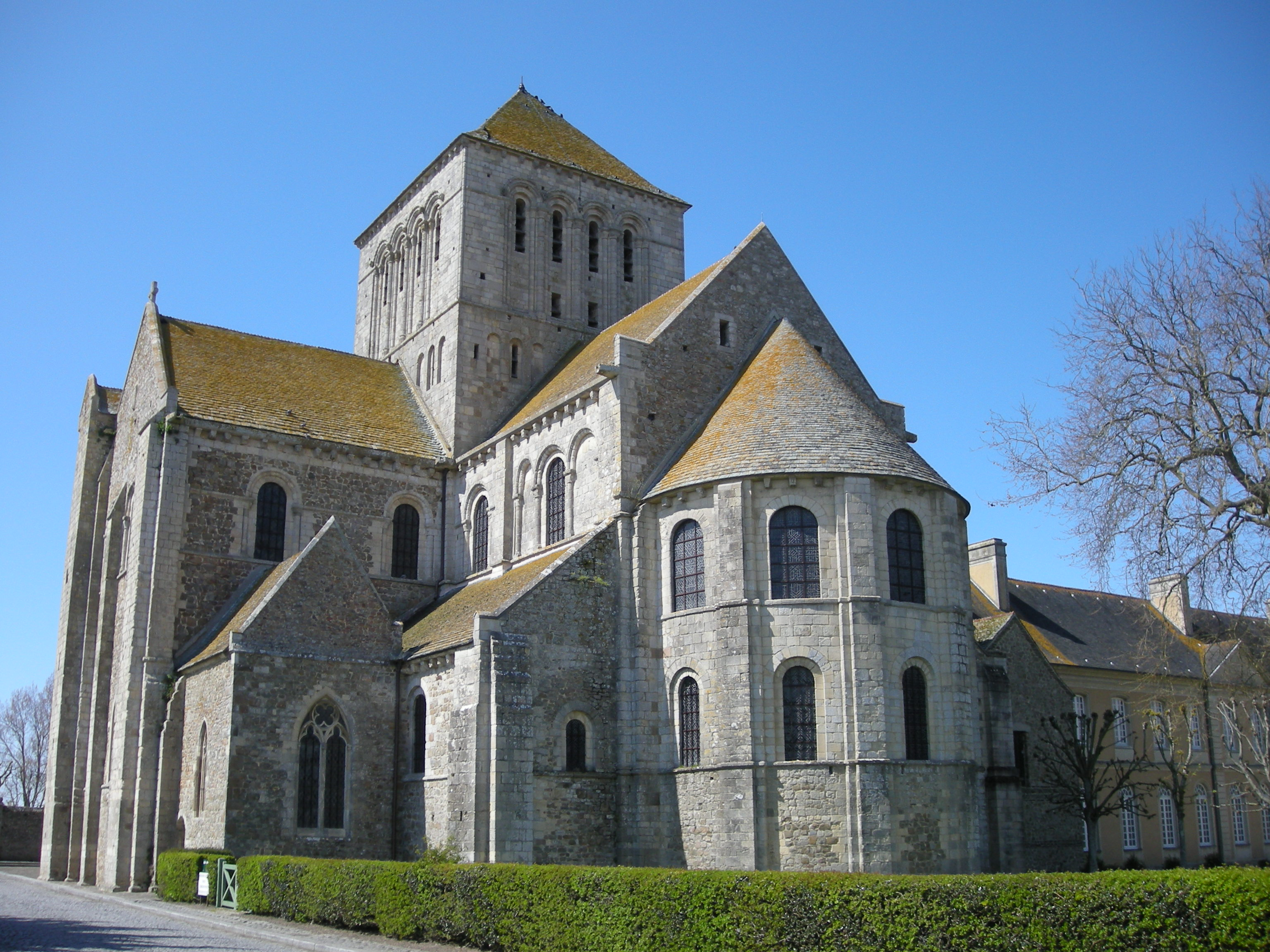
Abadía de Sainte-Trinité de Lessay

La sede de la diócesis se encuentra en la ciudad de Coutances, en donde se halla la Catedral de Nuestra Señora.

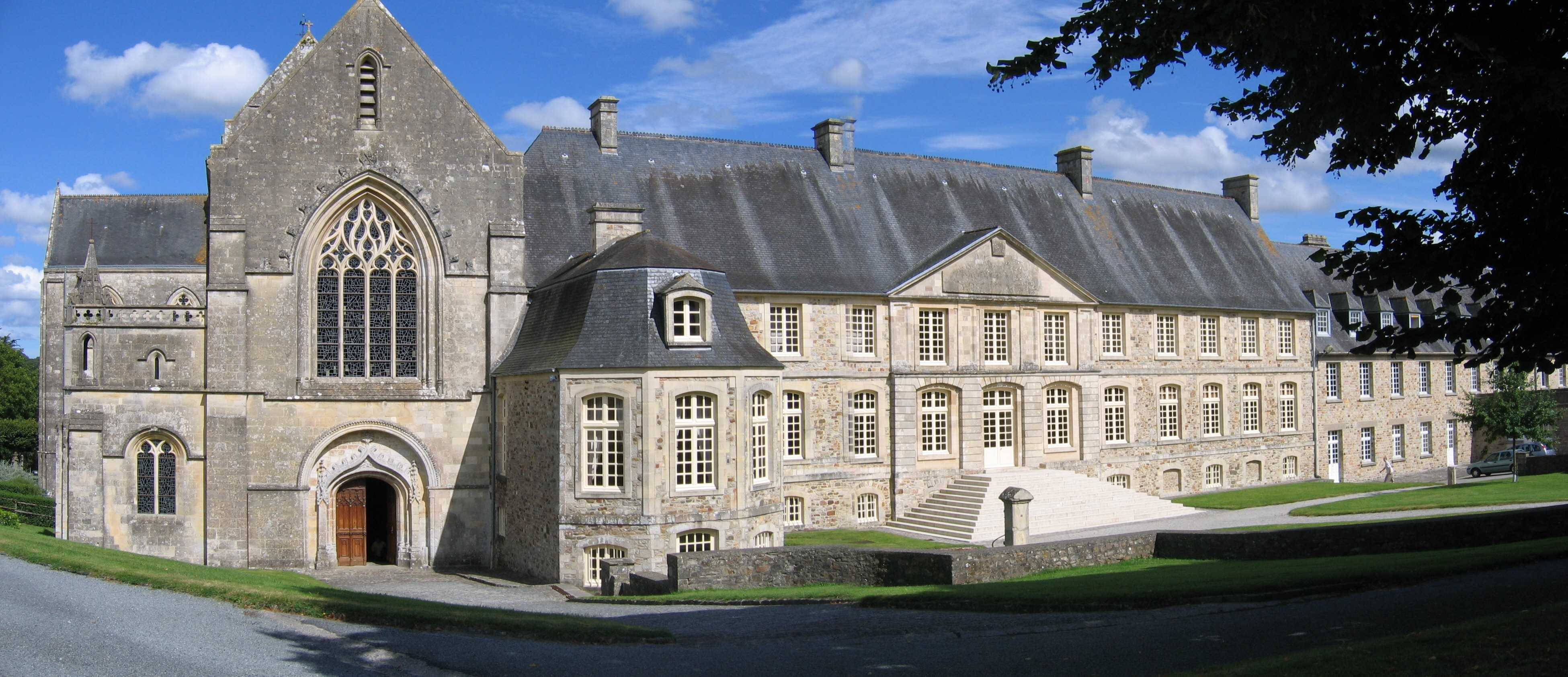
Abadía de Saint-Sauveur-le-Vicomte (del), reconstruida después de los bombardeos de la Segunda Guerra Mundial

En 2021 en la diócesis existían 58 parroquias agrupadas en 8 decanatos y estos a su vez en 3 arcedianatos (Nord, Centre y Sud).

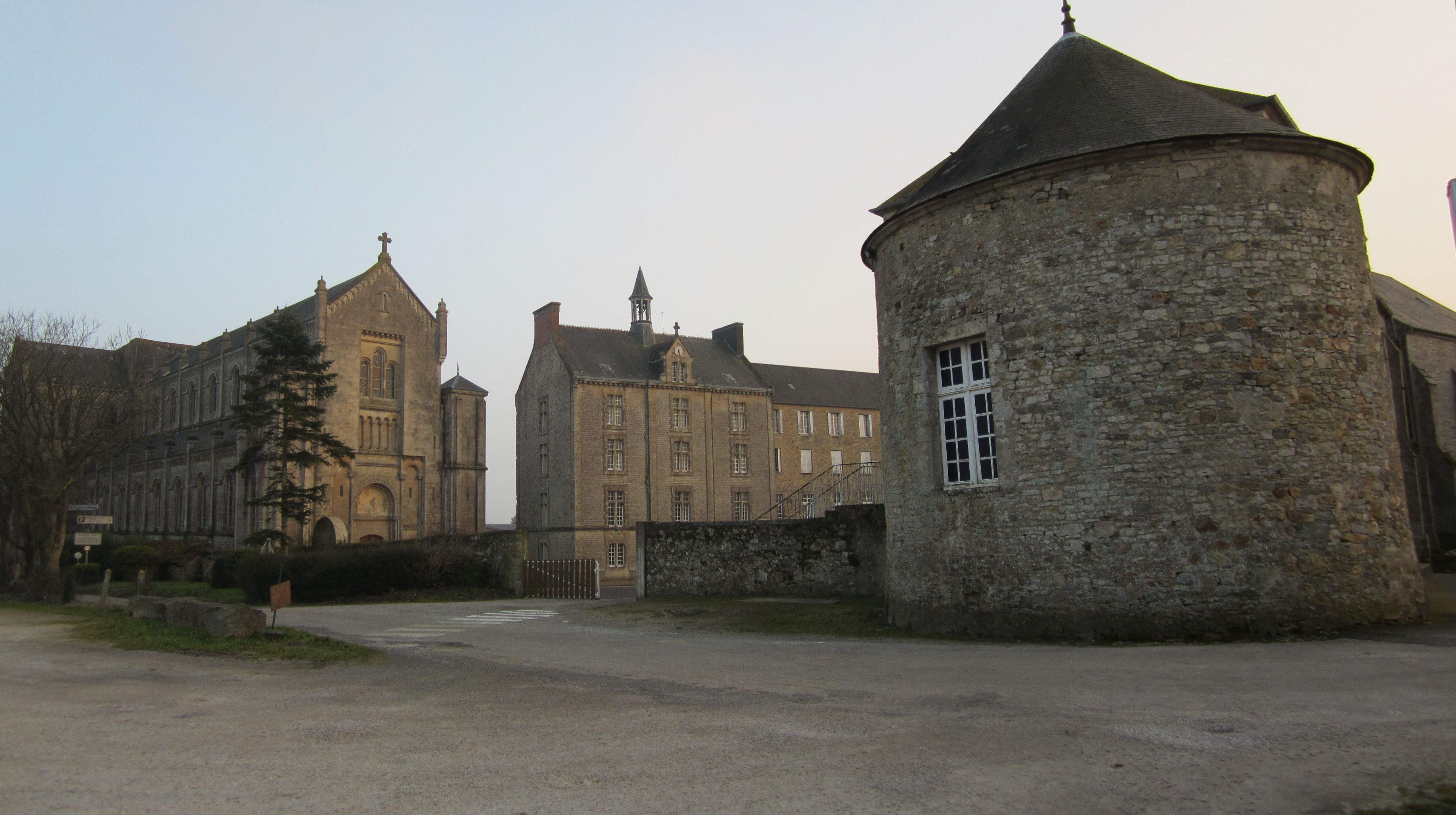
Restos de la abadía de Montebourg

## Historia
La diócesis fue erigida en el siglo V. La tradición, atestiguada por antiguos catálogos episcopales, reconoce a los santos Eretiol y Esuperio como los primeros obispos, sobre los cuales la historia, sin embargo, no tiene más información. El primer obispo históricamente documentado es Leonciano, que participó en el Concilio de Orleans en el año 511.
Constantia, antigua Cosedia, capital del pueblo celta de los unelos, era una civitas de la provincia romana de Galia Lugdunense II, como atestigua la Notitia Galliarum de principios del siglo V. Desde el punto de vista religioso, así como civil, Coutances dependía de la provincia eclesiástica de la arquidiócesis de Ruan, sede metropolitana provincial.
Entre los primeros obispos, el más conocido es san Laudo, conocido por la grafía de Saint-Lô, que según la tradición se convirtió en obispo a los doce años de edad y gobernó la diócesis durante cuarenta años, del 525 al 565. Tanto Laudo como Leonziano firmaron las actas de los concilios de Orleans como episcopi Brioverensis, es decir, de Briovère, ciudad que más tarde tomó su nombre de san Laudo, es decir, Saint-Lô.
Tras la invasión de los normandos, el obispo Teodorico trasladó la residencia episcopal a Ruan en 911; una huella de esta presencia en Ruan fue la exención del priorato de la ciudad dedicado a Saint-Lô, que hasta la Revolución francesa de 1789 permaneció exento de la jurisdicción de los arzobispos y dependiente directamente de los obispos de Coutances. En 1025 el obispo Herbert abandonó Ruan para dirigirse a Briovère, que en esta ocasión tomó el nombre de Saint-Lô, y finalmente, en la segunda mitad del siglo XI, el obispo Godofredo de Montbray regresó a Coutances.
La época de Godofredo de Montbray, que gobernó durante casi cincuenta años, es la época dorada de la diócesis. Fue responsable de la consagración de la nueva catedral en 1056 en presencia del duque Guillermo; este edificio, destruido por un incendio en 1218, fue reconstruido en estilo gótico en el siglo XIII. El obispo es conocido entonces por haber presenciado la Batalla de Hastings (en 1066) desde una colina con los brazos levantados hacia el cielo, como el Moisés bíblico. Vivió en Inglaterra durante varios años, obtuvo el título militar de magister equitum y regresó a su diócesis sólo después de la muerte de Guillermo. Durante su episcopado se fundaron las abadías más importantes de la diócesis, las de Lessay, Saint-Sauveur y Montebourg.
Entre los obispos posteriores estuvieron: Algare († 1151), que había permanecido en Devonshire, fue un gran reformador; Jean d'Essay († 1274) hizo elaborar una lista de todas las parroquias e iglesias de la diócesis, fundamental para el conocimiento de la geografía diocesana de la época; Robert de Harcourt († 1315) estableció el famoso colegio de Harcourt en París; Sylvestre de La Cervelle († 1386) promulgó una serie de estatutos diocesanos, que permiten comprender los usos y costumbres de la época; Filiberto de Montjeu († 1439) jugó un papel importante durante el Concilio de Basilea y en la cuestión de la herejía husita; Geoffroy Herbert († 1510) fundó el colegio de Coutances y reconstruyó la iglesia de San Pedro.
En la Edad Media se concedió a los obispos de Coutances el privilegio de llevar el palio, generalmente reservado a los arzobispos metropolitanos. El privilegio se mantuvo hasta 1978, cuando fue derogado por el papa Pablo VI.
El último obispo elegido por el capítulo fue Adrien Gouffier de Boissy en 1510. Posteriormente, el derecho a elegir al obispo fue concedido por concordato al rey de Francia: la Santa Sede tenía derecho a la investidura canónica, sin la cual el elegido no podía asumir el cargo.
En el siglo XVI el luteranismo pronto se afianzó en Normandía y en la diócesis de Coutances. En 1555 se fundó la primera iglesia reformada de la diócesis en Saint-Lô, donde los reformados constituían la mayoría de la población. En 1562 los hugonotes se apoderaron de la ciudad de Coutances. Fue sobre todo el obispo Arthur de Cossé quien pagó el precio, quien fue hecho prisionero, golpeado y luego sometido al ridículo público; el texto de la catedral fue saqueado; sólo en 1575 la Liga Católica prevaleció sobre la reformada. Consecuencia de la reforma fue la pérdida de jurisdicción diocesana sobre las islas del Canal, que aunque políticamente formaban parte de los dominios de los reyes de Inglaterra, también formaban parte de la diócesis de Coutances; en 1569 un decreto de Isabel I de Inglaterra estableció la separación del clero insular del diocesano.
La reforma católica vio trabajar a obispos importantes y devotos: Nicolás de Briroy († 1620) levantó la diócesis de las ruinas materiales de las guerras de religión, visitó a menudo la diócesis y restableció el uso del sacramento de la confirmación, que había caído en desuso en las décadas anteriores; durante el episcopado de Léonor I de Goyon de Matignon († 1646), se establecieron en la diócesis seis casas religiosas, testigos de una renovación espiritual; Loménie de Brienne († 1720) creó en cambio varias escuelas e instituciones educativas.
En el siglo XVII la Catedral de Coutances se convirtió en la primera iglesia del mundo en tener un altar dedicado al Sagrado Corazón de Jesús, gracias a la obra de san Juan Eudes. En 1650 el obispo Claude Auvry fundó el seminario diocesano, con la contribución del propio san Juan, a cuya congregación confió la dirección.
Con la promulgación de la constitución civil del clero (1790), se hizo coincidir la diócesis con el nuevo departamento de la Mancha. El obispo legítimo Talaru de Chalmazel huyó a Inglaterra, mientras se instalaba el nuevo obispo constitucional François Bécherel, que supo dirigir la diócesis con sabiduría y prudencia, para ahorrarle, al menos hasta 1793, las devastaciones que la revolución causó en otros lugares; por ejemplo, el seminario siguió funcionando con regularidad y entre 1792 y 1793 produjo 200 nuevos sacerdotes, algunos de los cuales pertenecían a otras diócesis.
Tras el concordato, la bula Qui Christi Domini del papa Pío VII del 29 de noviembre de 1801 mantuvo la diócesis con las fronteras establecidas en 1790: es decir, con la incorporación del territorio de la suprimida diócesis de Avranches y con un intercambio de parroquias con la diócesis de Bayeux, de la que adquirió 41 y cedió 25.
A mediados del siglo XIX la diócesis contaba con el mayor número de sacerdotes de toda Francia, alrededor de 1190, mientras que en el mismo período en Marsella sólo había 180 y en Bourges 240. En el mismo período se produjo el cisma de la Petite Eglise, formada por aquellos sacerdotes que, ligados a la mentalidad del Antiguo Régimen, no habían aceptado el régimen concordatario. El obispo Jacques-Louis Daniel († 1862) hizo construir un nuevo seminario e introdujo la liturgia romana en la diócesis. Su sucesor Jean-Pierre Bravard (dimitió en 1875) consiguió que el Mont-Saint-Michel dejara de ser una prisión y transformó su capilla en un lugar de peregrinación.
El 12 de julio de 1854 a los obispos de Coutances se les permitió añadir a su título el de obispos de Avranches.
En 1995 y 2005 se aprobó la nueva subdivisión administrativa de la diócesis, lo que redujo considerablemente el número de parroquias de más de 600 a poco más de 60.

## Estadísticas
Según el Anuario Pontificio 2022 la diócesis tenía a fines de 2021 un total de 408 740 fieles bautizados.
| Año                                                                             | Población            | Población | Población      | Sacerdotes | Sacerdotes    | Sacerdotes    | Bautizados por sacerdote | Diáconos permanentes | Religiosos | Religiosos | Parroquias |
| Año                                                                             | Bautizados católicos | Total     | % de católicos | Total      | Clero secular | Clero regular | Bautizados por sacerdote | Diáconos permanentes | Varones    | Mujeres    | Parroquias |
| ------------------------------------------------------------------------------- | -------------------- | --------- | -------------- | ---------- | ------------- | ------------- | ------------------------ | -------------------- | ---------- | ---------- | ---------- |
| 1950                                                                            | 416 000              | 426 238   | 97.6           | 741        | 695           | 46            | 561                      |                      | 160        | 2075       | 668        |
| 1969                                                                            | 452 000              | 464 406   | 97.3           | 583        | 534           | 49            | 775                      |                      | 94         | 1280       | 317        |
| 1980                                                                            | 439 000              | 456 700   | 96.1           | 556        | 527           | 29            | 789                      |                      | 42         | 920        | 670        |
| 1990                                                                            | 466 000              | 485 000   | 96.1           | 400        | 380           | 20            | 1165                     | 12                   | 35         | 708        | 670        |
| 1999                                                                            | 447 000              | 502 000   | 89.0           | 301        | 301           |               | 1485                     | 27                   | 15         | 527        | 128        |
| 2000                                                                            | 449 000              | 505 000   | 88.9           | 300        | 300           |               | 1496                     | 26                   | 15         | 534        | 74         |
| 2001                                                                            | 400 000              | 479 636   | 83.4           | 300        | 296           | 4             | 1333                     | 28                   | 15         | 438        | 75         |
| 2002                                                                            | 400 000              | 480 000   | 83.3           | 342        | 324           | 18            | 1169                     | 32                   | 34         | 412        | 74         |
| 2003                                                                            | 400 000              | 480 000   | 83.3           | 284        | 269           | 15            | 1408                     | 32                   | 29         | 379        | 73         |
| 2004                                                                            | 400 000              | 480 000   | 83.3           | 261        | 257           | 4             | 1532                     | 31                   | 17         | 351        | 71         |
| 2006                                                                            | 405 000              | 486 000   | 83.3           | 255        | 252           | 3             | 1588                     | 33                   | 12         | 300        | 63         |
| 2013                                                                            | 412 400              | 506 300   | 81.5           | 183        | 172           | 11            | 2253                     | 40                   | 25         | 313        | 61         |
| 2016                                                                            | 415 739              | 499 920   | 83.2           | 156        | 146           | 10            | 2664                     | 44                   | 20         | 282        | 61         |
| 2019                                                                            | 414 470              | 498 362   | 83.2           | 133        | 129           | 4             | 3116                     | 47                   | 13         | 223        | 58         |
| 2021                                                                            | 408 740              | 491 532   | 83.2           | 116        | 112           | 4             | 3523                     | 50                   | 12         | 186        | 58         |
| Fuente: Catholic-Hierarchy, que a su vez toma los datos del Anuario Pontificio. |                      |           |                |            |               |               |                          |                      |            |            |            |

## Episcopologio
Los catálogos episcopales más antiguos de Coutances se remontan, en su parte primitiva, a finales del siglo XI. La serie de más de 30 obispos hasta Teodorico (911) puede comprobarse con documentos externos al catálogo sólo para los prelados del siglo IX y para algunos otros obispos de los siglos anteriores. Por lo tanto, hay muchos nombres en el catálogo que no pueden documentarse históricamente; algunos de éstos están excluidos de Gallia christiana; otros nombres pertenecen a los obispos de la diócesis de Constanza.
- San Ereziolo †
- San Esuperio †
- San Leonziano † (mencionado en 511)
- San Possessore †[nota 3]
- San Laudo (Saint-Lo) † (antes de 533-después de 549)
- San Romacario (Runfarius) † (antes de 573-después de 586)[nota 4]
- Ulfoberto †
- Lupicino †
- Cairibono † (mencionado en 650)[nota 5]
- Waldomaro †[nota 6]
- Ughierio o Ilderico †[nota 7]
- San Frodomondo † (mencionado en 679)[nota 8]
- Wilberto †[nota 9]
- Agazio †[nota 10]
- Livino †
- Wilfrido †
- Giosuè †
- Leone †
- Angulo †
- Uberto †
- Willardo † (antes de 829-después de 835)
- Erloino † (antes de 843-después de 862)
- Sigenando † (antes de 866-después de 876)
- Lista †
- Ragenardo †[nota 11]
- Erleboldo † (mencionado en 906)
- Ageberto †
- Teodorico † (mencionado en 911?)
- Erberto I †
- Algerondo †
- Gilberto †
- Ugo † (circa 989-1024 o 1025 falleció)
- Herbert II † (circa 1025-1026 nombrado obispo de Lisieux)
- Robert † (1026-1048)
- Goffredo di Montbray † (10 de abril de 1049 consagrado-2 de febrero de 1093 falleció)
- Raoul † (3 de abril de 1093-1110 falleció)
- Roger † (antes de 1114-octubre de 1123 falleció)
- Richard de Brix † (1124-1131 falleció)
- Algare † (2 de marzo de 1132-7 de noviembre de 1151 falleció)
- Richard de Bohon † (1151-después de 1179)
- Guillaume de Tournebu † (antes de 1183-1202 falleció)
- Vivien de L'Étang (de L'Estang) † (1202-15 de febrero de 1208 falleció)
- Hugues de Morville † (antes de junio de 1208-27 de octubre de 1238 falleció)
  - Sede vacante (1238-1244)
- Anónimo, O.S.B.Clun. † (30 de abril de 1244-?)
- Gilles de Caen, O.P. † (22 de febrero de 1245-1 de diciembre de 1248 falleció)
  - Sede vacante (1248-1251)
- Jean d'Essay † (26 de febrero de 1251 consagrado-31 de octubre de 1274 falleció)
  - Sede vacante (1274-1282)
- Eustache Le Cordelier, O.F.M. † (noviembre de 1282-7 de agosto de 1291 falleció)
- Robert de Harcourt † (noviembre de 1291-7 de marzo de 1315 falleció)
- Guillaume de Thieuville † (antes del 3 de septiembre de 1315-31 de octubre de 1345 falleció)
- Louis Herpin d'Erquery † (9 de enero de 1346-1370 falleció)
- Sylvestre de La Cervelle † (24 de marzo de 1371-3 de septiembre de 1386 falleció)
- Nicolas de Tholon † (5 de octubre de 1386-26 de agosto de 1387 nombrado obispo de Autun)
- Guillaume de Crèvecœur † (26 de agosto de 1387-20 de abril de 1408 falleció)
- Gilles Deschamps † (2 de octubre de 1409-5 de marzo de 1413 falleció)
- Jean de Marle † (2 de abril de 1414-12 de junio de 1418 falleció)
- Pandolfo Malatesta † (7 de octubre de 1418-10 de mayo de 1424 nombrado arzobispo de Patras)
- Philibert de Montjeu † (10 de mayo de 1424-20 de junio de 1439 falleció)
- Gilles de Duremort † (9 de octubre de 1439-29 de julio de 1444 falleció)
- Giovanni Castiglione † (2 de septiembre de 1444-3 de octubre de 1453 nombrado obispo de Pavía)
- Richard Olivier de Longueil † (3 de octubre de 1453-19 de agosto de 1470 falleció)
- Benoît di Montferrand † (1470-15 de julio de 1476 nombrado obispo de Lausana)
- Giuliano della Rovere † (15 de julio de 1476-3 de diciembre de 1477 nombrado obispo de Viviers, luego electo papa con el nombre de Julio II)
- Galeazzo della Rovere † (3 de diciembre de 1477-3 de julio de 1478 nombrado obispo de Agen)
- Geoffroy Herbert † (3 de julio de 1478-1 de febrero de 1510 falleció)
- Adrien Gouffier de Boissy † (15 de abril de 1510-6 de junio de 1519 nombrado administrador apostólico de Albi)
  - Sede vacante (1519-1525)
  - Bernardo Dovizi da Bibbiena † (9 de septiembre de 1519-9 de noviembre de 1520 falleció) (administrador apostólico)
- René de Bresche de La Trémoille, O.S.B. † (28 de julio de 1525-19 de noviembre de 1529 falleció)
- Philippe de Cossé-Brissac, O.S.B.Clun. † (9 de marzo de 1530-24 de noviembre de 1548 falleció)
- Payen Le Sueur d'Esquetot † (9 de enero de 1549-24 de diciembre de 1551 falleció)
- Étienne Martel de Bacqueville † (16 de septiembre de 1552-26 de mayo de 1560 falleció)
- Arthur de Cossé-Brissac † (2 de octubre de 1560-7 de octubre de 1587 falleció)
  - Lancelot de Matignon † (1587-1588 falleció) (obispo electo)
- John Lesley † (16 de diciembre de 1592-31 de mayo de 1596 falleció)
- Nicolas de Briroy † (15 de septiembre de 1597-22 de marzo de 1620 falleció)
  - Guillaume Le Blanc † (21 de junio de 1621-1621 falleció) (obispo electo)
- Nicolas Bourgoin † (10 de mayo de 1623-19 de abril de 1625 falleció)
  - Sede vacante (1625-1632)
- Léonor I de Goyon de Matignon † (29 de marzo de 1632-1646 renunció[nota 12]
- Claude Auvry † (3 de diciembre de 1646-septiembre de 1658 renunció)
- Eustache Le Clerc de Lesseville † (13 de enero de 1659-3 de diciembre de 1665 falleció)
  - Sede vacante (1665-1667)
- Charles-François de Loménie de Brienne † (12 de diciembre de 1667-7 de abril de 1720 falleció)
- Léonor II de Goyon de Matignon † (1 de diciembre de 1721-3 de abril o 29 de mayo de 1757 falleció)
- Jacques Le Févre du Quesnoy † (18 de julio de 1757-9 de septiembre de 1764 falleció)
- Ange-François de Talaru de Chalmazel † (4 de febrero de 1765-20 de marzo de 1798 falleció)
  - Sede vacante (1798-1802)
- Claude-Louis Rousseau † (14 de abril de 1802-3 de agosto de 1807 nombrado obispo de Orleans)
- Pierre Dupont de Poursat † (3 de agosto de 1807-17 de septiembre de 1835 falleció)
- Louis-Jean-Julien Robiou de la Tréhonnais † (1 de febrero de 1836-7 de diciembre de 1852 renunció)
- Jacques-Louis Daniel † (7 de marzo de 1853-4 de julio de 1862 falleció)
- Jean-Pierre Bravard † (25 de septiembre de 1862-27 de noviembre de 1875 renunció)
- Abel-Anastase Germain † (28 de enero de 1876-12 de noviembre de 1897 falleció)
- Joseph Guérard † (28 de noviembre de 1898-19 de julio de 1924 falleció)
- Théophile-Marie Louvard † (31 de octubre de 1924-8 de abril de 1950 falleció)
- Louis-Jean-Frédéric Guyot † (8 de abril de 1950 por sucesión-28 de abril de 1966 nombrado arzobispo de Toulouse)
- Joseph Gustave François Wicquart † (2 de septiembre de 1966-3 de noviembre de 1988 retirado)
- Jacques Louis Marie Joseph Fihey † (22 de abril de 1989-2 de octubre de 2006 retirado)
- Stanislas Lalanne (4 de abril de 2007-31 de enero de 2013 nombrado obispo de Pontoise)
- Laurent Le Boulc'h (5 de septiembre de 2013-1 de abril de 2023 nombrado arzobispo de Lille)
- Grégoire Cador, desde el 5 de agosto de 2023